# Ilona Elek
Ilona Elek, przez pewien czas Elek-Schacherer, później Hepp (ur. 17 maja 1907 w Budapeszcie, zm. 24 lipca 1988 tamże) – węgierska florecistka pochodzenia żydowskiego, trzykrotna medalistka olimpijska i wielokrotna medalistka mistrzostw świata. Uznana przez Międzynarodową Federację Szermierczą za florecistkę wszech czasów.
Na igrzyskach olimpijskich w Berlinie w 1936 roku wywalczyła indywidualnie złoty medal. W rundzie finałowej wygrała sześć z siedmiu pojedynków i wyprzedziła Helene Mayer z III Rzeszy i Austriaczkę Ellen Preis. Po zakończeniu II wojny światowej wystąpiła na igrzyskach olimpijskich w Londynie, gdzie jako pierwsza kobieta w historii obroniła tytuł mistrzyni olimpijskiej w szermierce. W rundzie finałowej wygrała sześć z siedmiu pojedynków (przegrała tylko z Fritzi Wenisch) i wyprzedziła Dunkę Karen Lachmann i Ellen Preis. Brała też udział w igrzyskach olimpijskich w Helsinkach cztery lata później, zdobywając tym razem srebrny medal. W rundzie finałowej wygrała pięć z siedmiu pojedynków i uplasowała się za Włoszką Irene Camber-Corno a przed Karen Lachmann. Miała wówczas 45 lat. 
Podczas mistrzostw świata w Budapeszcie w 1933 roku wspólnie z Erną Bogáti, Margit Danÿ i Margit Elek zdobyła złoty medal w zawodach drużynowych. W tej samej konkurencji zdobywała następnie złote medale na mistrzostwach świata w Warszawie (1934), mistrzostwach świata w Lozannie (1935), mistrzostwach świata w Paryżu (1937), mistrzostwach świata w Kopenhadze (1952), mistrzostwach świata w Brukseli (1953), mistrzostwach świata w Luksemburgu (1954) i mistrzostwach świata w Rzymie (1955), srebrne na mistrzostwach świata w San Remo (1936), mistrzostwach świata w Hadze (1948) i mistrzostwach świata w Sztokholmie (1951) oraz brązowy na mistrzostwach świata w Londynie (1956). Ponadto wywalczyła sześć medali w turniejach indywidualnych: złote na MŚ 1934, MŚ 1935 i MŚ 1951, srebrne na MŚ 1937 (za Helene Mayer) i MŚ 1954 (za Karen Lachmann) oraz brązowy na MŚ 1955 (za rodaczką Lídią Dömölky-Sákovics i Włoszką Bruną Colombetti).
Odznaczona Medalem Zasługi Miklósa Toldiego (złoty 1936; srebrny 1938), Złotym Orderem Zasługi (1948) i Orderem Gwiazdy ze Złotym Wieńcem (1987).
W 1983 otrzymała srebrny Order Olimpijski.
Jej siostra, Margit Elek, także uprawiała szermierkę.

## Starty olimpijskie (medale)
Berlin 1936
- floret indywidualnie – złoto

Londyn 1948
- floret indywidualnie – złoto

Helsinki 1952
- floret indywidualnie – srebro